# Erster Marathenkrieg
Der Erste Marathenkrieg von 1775 bis 1782 ist Teil der Marathenkriege und war der Beginn einer Serie von drei Kriegen zwischen dem Marathenreich und der Britischen Ostindienkompanie. Die Auseinandersetzung begann mit dem Vertrag von Surat und endete mit dem Vertrag von Salbai.

## Vorgeschichte
Nach dem Tod von Madhavrao, dem Peshwa der Marathen, kam sein Bruder Narayanrao 1772 auf den Thron des Marathenreiches. Narayanrao fiel bald einem Attentat zum Opfer und es folgte Raghunathrao, der eigentlich nicht auf der Thronfolgerliste stand.
Narayanraos Witwe brachte nach Madhvaraos Tod Sawai, dessen Sohn, zur Welt, der der legale Thronfolger war. Zwölf Marathenfürsten setzten sich für Sawais Thronbesteigung ein, wobei sie selbst als Regenten eingesetzt werden sollten, bis das Kind volljährig würde.
Raghunathrao war nicht bereit, seinen Anspruch aufzugeben. Er wendete sich an die Briten in Bombay und ging mit ihnen am 6. März 1775 den Vertrag von Surat ein. Dabei trat er Gebiete an die Briten ab, die ihn dafür mit 2500 Soldaten unterstützen sollten.

Die britische Verwaltung in Kalkutta erkannte den Vertrag und den Anspruch von Raghunathrao nicht an. Sie schickte Colonel Upton zum Regentenrat, um einen neuen Vertrag abzufassen. Am 1. März 1776 wurde der Vertrag von Purandhar unterschrieben, der den Vertrag von Surat annullierte. Raghunathrao musste seinen Anspruch aufgeben und sich vom Thron zurückziehen. Die im Vertrag von Surat abgegebenen Gebiete blieben allerdings in britischer Hand.

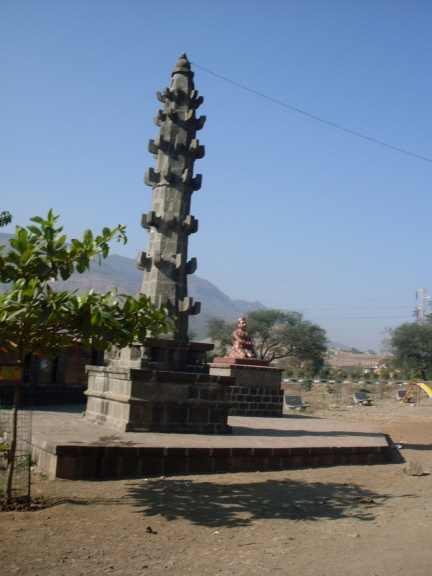
Denkmal zur Schlacht von Wadagaon

1777 stellte das Marathenreich den Franzosen einen Hafen an der Westküste zur Verfügung, was ein klarer Verstoß gegen den Vertrag von Purandhar war. Die Briten reagierten darauf, indem sie wieder Raghunathrao unterstützten und eine Streitmacht nach Pune sendeten.

## Kriegsverlauf
Die Streitmacht der Ostindienkompanie war etwa 3900 Mann stark. Dazu kamen noch einige tausend Mann und Artillerie von Raghunathrao. Dem gegenüber standen rund 10.000 Mann aus verschiedenen Marathenfürstentümern, die von Tukojirao Holkar und General Mahadji Shinde kommandiert wurden. Am 12. Januar 1779 kam es zur Schlacht von Wadagaon, zu deren Ende die Briten gezwungen waren sich zu ergeben. Am 16. Januar wurde der Vertrag von Wadagaon unterzeichnet, in dem die Rückgabe aller Gebiete aus dem Vertrag von Surat vereinbart wurde.
Die Verwaltung in Kalkutta erkannte auch diesen Vertrag nicht an und schickte weitere Truppen aus, die im Februar 1779 Ahmedabad und im Dezember 1780 Gwalior eroberten. Im Februar 1781 konnten die Truppen von General Shinde bei Sipri von den Briten geschlagen werden. Shinde konnte danach zwar weiterhin die Bewegungen der Briten und ihre Versorgungsrouten stören, zu einer offenen Schlacht war er nicht mehr fähig.

## Vertrag von Salbai
Nach der Niederlage von Sipri schlug General Shinde einen neuen Vertrag mit den Briten vor, der den jungen Madhavrao als Peshwa bestätigen sollte. Raghunathrao sollte abgefunden werden und sich zurückziehen. Am 17. Mai 1782 wurde der Vertrag von Salbai unterzeichnet. Neben der Anerkennung des neuen Peshwa, gaben die Briten alle Territorien zurück, die sie nach dem Vertrag von Surat behalten hatten. Darüber hinaus wurde ein 20 Jahre andauernder Friede vereinbart.
Es folgten der Zweite Marathenkrieg (1803–1805) und der Dritte Marathenkrieg (1817–1818).